# Fusible (électricité)
Pour les articles homonymes, voir Fusible.
 (janvier 2017).
Si vous disposez d'ouvrages ou d'articles de référence ou si vous connaissez des sites web de qualité traitant du thème abordé ici, merci de compléter l'article en donnant les références utiles à sa vérifiabilité et en les liant à la section « Notes et références ».

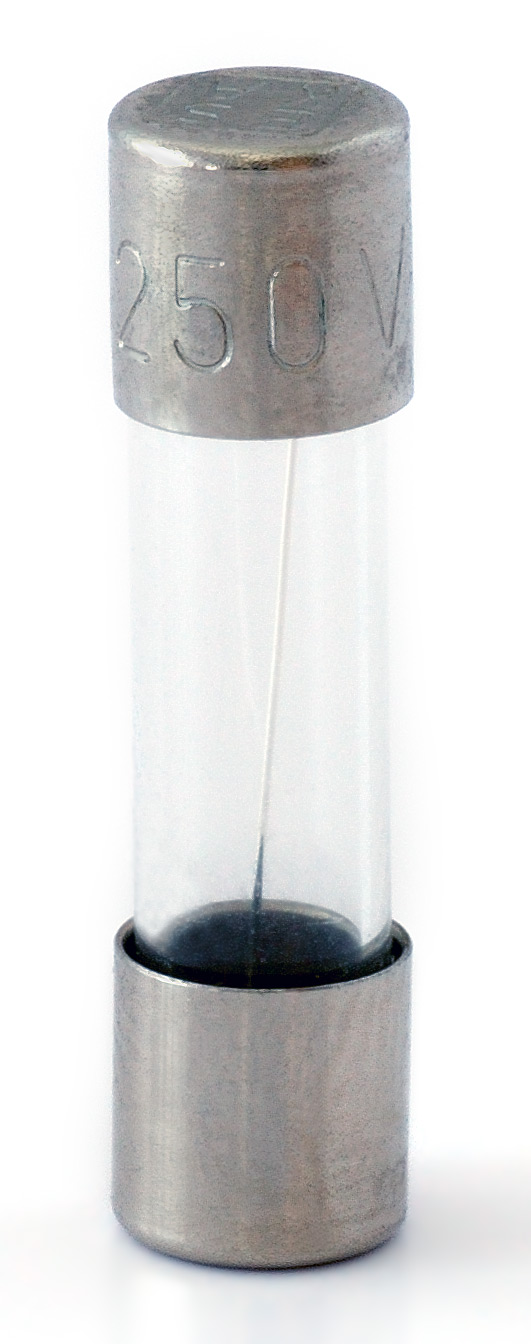
Fusible verre

Le coupe-circuit à fusible (souvent simplifié en fusible) est, en électricité et en électronique, un organe de sécurité dont le rôle est d'ouvrir un circuit électrique lorsque le courant électrique dans celui-ci atteint, ou dépasse, une valeur d'intensité donnée pendant un certain temps.
Son nom vient du fait qu'il y a fusion d'un matériau conducteur sous l'effet de son élévation de température provoquée par la surintensité.

## Emploi

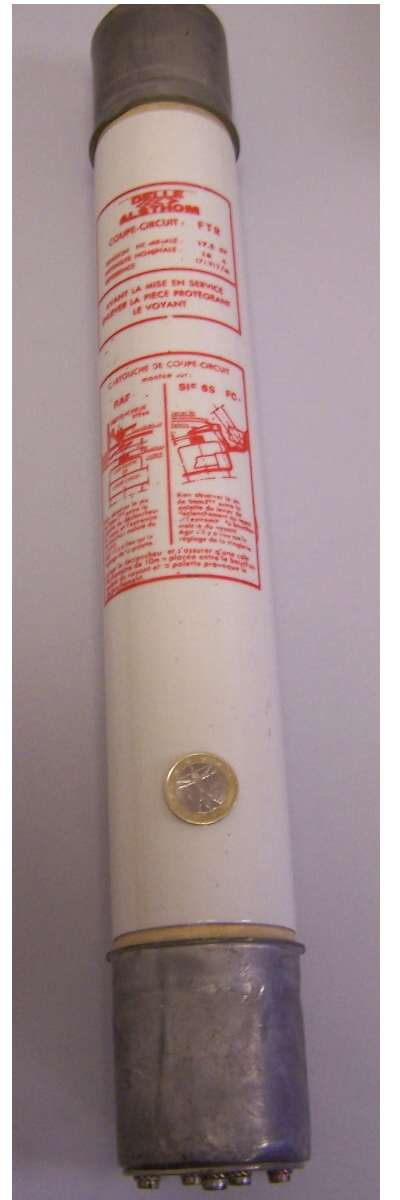
Fusible HT 16 ampères ; 17,6 kV

Un fusible a pour fonction de protéger un circuit électrique, entre autres, des courts-circuits et des surintensités générées par une défaillance de la charge alimentée. Cette protection permet dans le cas général de :
- garantir l'intégrité et la possibilité de remise en service du circuit d'alimentation, une fois le défaut éliminé.
- éviter les conséquences potentiellement catastrophiques qu'engendrerait une surintensité durable ou un court-circuit : dégradation des isolants, destruction d'appareils, projection de matières en fusion, départ d'incendie, etc.

Il existe cependant des situations où une certaine protection de la charge peut être obtenue dans le cas où la charge alimentée se décompose elle-même en plusieurs éléments en série. La fusion du fusible provoquée par une défaillance d'un de ces éléments peut prévenir une propagation du défaut vers les autres composants de la charge.
Sur un amplificateur audio par exemple, un court-circuit du haut-parleur pourra ne pas entraîner la destruction des transistors de puissance si le fusible est suffisamment rapide.
Un fusible n'est pas adapté à la protection des personnes et des animaux contre les électrisations ou électrocutions :
- les niveaux d'intensité dangereux pour l'homme (quelques dizaines de mA environ) sont trop faibles pour déclencher la grande majorité des fusibles.
- le fusible, une fois fondu, n'ouvre qu'un pôle du circuit alimenté, l'autre restant sous tension.
- S'il s'agit d'un fusible dit « percuteur », une fois fondu, celui-ci libère un téton qui vient percuter le système dit DPMM (dispositif de protection contre la marche en monophasé)[2].

## Fonctionnement

Symboles du fusible dans les différentes normes : IEC et IEEE/ANSI.

- Le courant demandé par la charge traverse entièrement le fusible. Lorsque ce courant dépasse le calibre, à savoir une valeur spécifique pendant un temps précis, la partie conductrice du fusible fond et ouvre le circuit. Certains modèles sont munis d'un témoin mécanique indiquant que le fusible a fondu.
- Le temps nécessaire à la fusion du fusible est fonction de la valeur du sur-courant. Une faible surintensité peut être supportée indéfiniment. L'ordre de grandeur de la précision d'un fusible est de (- 0 % + 100 %) de sa valeur nominale : il supporte toujours son courant nominal (- 0 %), mais certains exemplaires du même modèle pourront supporter le double (+ 100 %). Cela confine son usage à la protection contre les pannes franches.
- Un fusible est caractérisé par son courant nominal, son I²t (produit du carré du courant par le temps : grandeur proportionnelle à l'énergie absorbée par le fusible), par son pouvoir de coupure qui doit être supérieur au courant de court-circuit que peut fournir la source d'alimentation, par la tension maximale de coupure (présente à ses bornes une fois ouvert), et éventuellement, par sa résistance ohmique.

Un fusible est sensible à la chaleur : il s'ouvrira pour un courant plus faible si sa température d'utilisation est élevée. D’autre part, la durée de vie d’un fusible peut être affectée par des courants de charge variables et cycliques, de période comprise entre quelques secondes et plusieurs heures. Les dilatations et contractions entraînées par les échauffements et refroidissements successifs dus aux variations de courant provoquent un vieillissement prématuré du métal, pouvant aboutir à un fonctionnement indésirable du fusible.
Cet effet est recherché dans les fusibles thermiques, où la rupture de l'élément fusible est provoquée non par l'augmentation du courant qui traverse le fusible, mais par l'échauffement du corps du fusible placé sur une pièce dont on craint un échauffement excessif. 

## Constitution

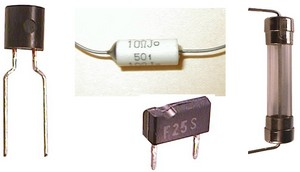
Quelques fusibles utilisés dans les appareils électroniques

Un fusible moderne est constitué d'un fil ou d'une bande en métal ou alliage fusible, montée dans un corps isolant et reliée à deux pièces de connexion. Le corps peut contenir de l'air, ou un matériau destiné à absorber l'énergie thermique dégagée lors de la fusion : poudre de silice, liquide isolant... Le plus souvent, ce conditionnement impose l'utilisation d'un porte-fusible pour le raccordement du fusible au circuit électrique.
La nature du métal fusible varie selon les types de fusibles et les fabricants (zinc, argent, aluminium, alliage d'étain, etc.), et la technologie de ce matériau est particulièrement complexe. Les premiers fusibles se présentaient sous forme d'un fil nu, dont la couleur et la ductilité rappelaient le plomb, et que l'utilisateur enroulait autour de bornes métalliques sur un support en céramique. Il en a résulté l'appellation familière (et erronée) de « plomb » pour désigner un fusible, ainsi que quelques dérivés argotiques (« péter les plombs », etc.).

## Mode de fonctionnement
Tous les fusibles fonctionnent par interruption du courant, encore faut-il que le fusible soit correctement choisi tant au niveau du calibre que de la courbe de réponse (type de fusible).
Il existe principalement 3 modes de fonctionnement de fusibles suivant la norme CEI 60269 :
- le fusible à usage général (fusible gG) offre une protection contre les surcharges et les courts-circuits. C'est le plus courant sur les installations domestiques.
- le fusible accompagnement moteur (fusible aM) est utilisé pour la protection contre les courts-circuits uniquement, et souvent associé à un autre élément protégeant contre les surcharges. Il est utilisé dans l'industrie, principalement pour l'utilisation avec des charges à fort courant d'appel (moteurs, primaires de transformateurs entre autres) ;
- le fusible ultra-rapide est employé pour la protection des semi-conducteurs (de manière que le fusible protège le semi-conducteur et non l'inverse).

Les fusibles gG et aM selon la CEI 60269 sont proposés dans de nombreuses technologies et formes différentes définies par des normes locales comme : normes anglaises, normes françaises, normes allemandes, etc. Les formes peuvent être variées : CP cylindriques, BS88 cylindriques à contacts à couteaux déportés, NH à couteau, D Diazed en forme de bouteille.

## Types
Le standard CEI 60127 prévoit quatre types de fusibles (FF, F, T, TT), chaque type étant défini suivant le temps nécessaire pour couper dix fois le courant nominal :
- FF (ultra-rapide / en anglais very fast), inférieur à 1 ms ;
- F (rapide / en anglais fast, de l'allemand flink = rapide, agile), de 1 à 10 ms ;
- T (retard / slow blow, de l'allemand träge = inerte, à grande inertie), de 10 à 100 ms ;
- TT (ultra-retard, Very slow acting), de 100 ms à 1 s[3].
- HPC (Haut Pouvoir de Coupure) : 100 kA

## Évolution
De plus en plus, ce dispositif à fusion est remplacé par des organes de disjonction réarmables électromécaniques ou électroniques. Ces disjoncteurs offrent en outre l'avantage de pouvoir ouvrir toutes les lignes du circuit alimenté (phases et neutre), isolant complètement celui-ci lors d'une intervention. Mais l'utilisation du fusible reste avantageuse lorsqu'un fort pouvoir de coupure est nécessaire sous un volume réduit.
À de faibles tensions et intensités, des dispositifs appelés fusibles réarmables mais qui ne sont pas des fusibles, mais des thermistances / résistances à coefficient de température positif, peuvent être utilisés. Comme leur nom l'indique, ces composants n'ont pas besoin d'être remplacés après déclenchement : ils reviennent spontanément à l'état initial (conducteur) après la suppression ou la disparition du défaut.
Par rapport à un fusible classique, ils présentent néanmoins les inconvénients d'une tenue en tension limitée (quelques dizaines de volts), d'une résistance électrique plus élevée, d'un volume supérieur, d'un temps de réponse relativement long, et d'une très forte sensibilité à l'échauffement.

## Fusibles d'automobiles

Schéma de différents fusibles à lames.

Dans un circuit électrique d'automobile, les fusibles contrôlent et protègent aussi les appareils, mais le retour du courant se fait dans la masse métallique de la carrosserie qui est reliée à la borne négative de la batterie.
Les fusibles d'automobiles peuvent se regrouper en quatre catégories :
1. fusibles à lames
2. fusibles à tube en verre transparent (modèle Bosch)
3. fusibles connecteur
4. fusibles limiteur